# Трофимук Олександра Петрівна
Олександра Петрівна Трофимук, до шлюбу Гоян (нар. 8 листопада 1954, Долішнє Залуччя) — українська історикиня літератури, неолатиністка, перекладачка, лексикографка. Кандидат філологічних наук. Доцент.

## Біографія
Олександра Гоян народилася 8 листопада 1954 року на Покутті в селі Долішнє Залуччя Снятинського району Івано-Франківської області.
1977 року закінчила факультет іноземних мов Львівського національного університету імені Івана Франка, кафедру класичної філології.
- 1977 — 1978 — праця у Львівській науковій бібліотеці імені Василя Стефаника.
- 1981 — 1991 — старша лаборантка кафедри класичної філології Львівського національного університету імені Івана Франка.
- 1991 — 1992 — методистка Львівського обласного інституту вдосконалення вчителів.
- 1992 — 1993 — старша лаборантка Львівського відділення Інституту літератури НАН України.
- 1993 — 2003 — бібліотекарка, молодша наукова працівниця Львівської наукової бібліотеки імені Василя Стефаника НАН України.
- 1995 — 2003 — наукова працівниця Інституту неолатиністики при Українському католицькому університеті УГКЦ (Львів).
- 2003 — 2004 — молодша наукова працівниця Українського католицького університету УГКЦ (Львів).
- 2004 — старша викладачка, доцент кафедри української та іноземних мов Львівського університету ветеринарної медицини та біотехнологій імені С. З. Ґжицького.

Стажувалася у відділі давньої української літератури Інституту літератури НАН України і 1996 р. захистила дисертацію на тему «Творчість Пилипа Орлика доеміґраційного періоду (1672—1714)».
1995 разом із Мирославом Трофимуком заснувала Інститут неолатиністики при Українському католицькому університеті (тоді — Львівська Богословська академія УГКЦ). Брала участь у проєкті укладення Латинсько-українського словника, готуванні до друку видання «Конституція української Гетьманської держави». Авторка сценарію й учасниц, фільму «Шлях до свободи».
Учасниця серії проєктів, присвячених висвітленню політичної діяльності та літературної творчості гетьмана Пилипа Орлика. Співавторка Латинсько-українського словника.
Сфера наукових інтересів — класична філологія, неолатиністика, історія літератури, лексикографія.
Авторка сотні публікацій за тематикою дослідження: наукових статей, рецензій, інтерв'ю, перекладів з польської та латинської мов.

## Діяльність

Обкладинка книжки: Пилип Орлик: гетьман в еміграції, бароковий поет, автор першої Конституції. — Львів, 2008.

### Окремі книги
- Латинсько-український словник (31150 реєстрових слів), Львів, 2001, 700 с. (У співавторстві з Мирославом Трофимуком).
- Конституція Української гетьманської держави. 1710 р. (староукраїнською, латинською, українською та англійською мовами). Видання подарункове. — Київ-Львів, 1997. — 160 с.
- Пилип Орлик: гетьман в еміграції, бароковий поет, автор першої Конституції. — Львів, 2008.

### Вибрані статті
- Літературний текст бароко як відображення світогляду доби (на матеріалі Конституції Української гетьманської держави) // Mediaevalia Ucrainica: Ментальність та історія ідей. — К., 1993. — № 2.
- Перша українська конституція [Післяслово О. П. Трофимук та М. С. Трофимука] У кн. Перша конституція України гетьмана Пилипа Орлика. 1710 р. — К.: Веселка, 1994.
- Національні детермінанти Конституції України 1710 р. // Другий Міжнар. конгрес україністів: Доповіді і повідомлення: Філософія. — Львів, 1994.
- Розмова з Ехо: «Hippomenes sarmacki…» Пилипа Орлика. // Mediaevalia Ucrainica: Ментальність та історія ідей. — К., 1995. — № 3.
- Святе письмо і світський епос України XVI — поч. XVIII ст. // Літературознавство: Матеріали IV конгресу Міжнародної асоціації україністів. (Одеса, 26-29 серпня 1999 р.). Книга I. — К., 2000.
- Верґіліанські мотиви у творчості Пилипа Орлика.// «Питання історії української літератури та мови»: Збірник доповідей і повідомлень. (Серія «Праці сесій, конференцій, симпозіумів НТШ»). — Львів, 2000.
- Творчість Пилипа Орлика: пошук міфа Мазепинської України. // Mazepa e il suo tempo. Storia, cultura, societa. Alessandria, 2004.
- Булавовладний Альцід і Гетьманич-Лев, з'явлені начерком сарматського стилосу // Українсько-польські літературні контексти доби бароко: Київські полоністичні студії. — Т.VI. — Київ, 2004.
- Про творчість Пилипа Орлика. У кн. Пилип Орлик. Конституція, маніфести та літературна спадщина. Вибр. Твори. /Упор. М.Трофимук, В.Шевчук. — К., 2006
- Етнонімічна термінологія у Конституції 1710 р. // Антипролог. Збірник наукових праць, присвячених 60-річчю члена-кореспондента НАН України Миколи Сулими. — К., 2007.
- Літературна спадщина гетьмана Пилипа Орлика // «Дзвін», 2007. — № 8.
- Латиномовні вірші Пилипа Орлика — одного із предтеч Григорія Сковороди // Григорій Сковорода — духовний орієнтир для сучасності (Наукові матеріали XIII Сковородинівських читань); У 2 книгах. — К., 2007. — Кн 1.
- Дмитро Туптало: «Епістолії многомовнії» // Дмитро Туптало у світі українського бароко: Збірник наукових праць. [У надзаг.: Львівська медієвістика. — Вип. 1]. — Львів, 2007. (у співавторстві з Мирославом Трофимуком).
- Антична культура як засіб художнього вираження у творчості Пилипа Орлика // Ukraina. Teksty i konteksty: Księga jubileuszowa dedykowana Profesorowi Stefanowi Kozakowi w siedemdziesiątą rocznice urodzin. Pod redakcją Bazylego Nazaruka, Walentyny Sobol, Wolodymyra Alexandrowycza. — Katedra Ukrainistyki Uniwersytetu Warszawskiego. — Warszawa, 2007.
- Біблійна традиція як ґенеруючий елемент творчого методу епохи Бароко (на матеріалі світських панегіричних поем Пилипа Орлика) // Sacrum і Біблія в українській літературі /За ред. Ігоря Набитовича. — Люблін, 2008.
- Уклад прав і вольностей Війська Запорозького, складені між ясновельможним паном Пилипом Орликом, новообраним гетьманом Війська Запорозького, і генеральною старшиною, полковниками, а рівно ж і самим Військом Запорозьким, схвалені обома сторонами і скріплені найяснішим гетьманом на вільних виборах відповідною присягою року Божого 1710 квітня п'ятого дня у Бендерах. // Україна — Швеція: на перехрестях історії (XVII—XVIII століття): 1 жовт. 2008 р. — 30 берез. 2009 р. м. Київ, 9 квіт. — 31 трав. 2009 р. м. Дніпропетровськ: кат. Міжнар. вист./ [уклад. Ю.Савчук]; М-во культури і туризму України, Нац. Музей історії України. — К., 2008.
- The Collection of Rights and Freedoms of the Zaporozhian Host and the agreements entered between the Most Serene Hetman Pylyp Orlyk, newly elected hetman of the Zaporozhian Host, and the general staff, colonels and also the soldiers of the Zaporozhian Host, approwed by both sides and countersigned by the Most Serene Hetman during free elections with the appropriated oath, Anno Domini 1710, April 15 at Bendery // Ukraine — Sweden: At the Crossroads of History (XVII—XVIII Centuries): Oct. 1. 2008 — Mar. 30 2009 Kyiv, Apr. 24 — Oct. 31, 2010 New York: cat. Intern. Exhib./ [comp. Yu Savchuk]; the Ministry of Culture and Tourism of Ukraine, Institute of History of Ukraine of the National Academy of Sciences of Ukraine, the National Museum of History of Ukraine, the Ukrainian Museum, New York. — K., 2010.
- Літературна спадщина гетьмана Пилипа Орлика // Слово і час. (Київ) — № 10 (жовтень 2010).

### Переклади
- Готування до друку макаронічних текстів листів Дмитра Туптала та переклад з латинської мови (у співавторстві з Мирославом Трофимуком) У кн. Дмитро Туптало у світі українського бароко: Збірник наукових праць. [У надзаг.: Львівська медієвістика. — Вип. 1]. — Львів, 2007.
- Готування до публікації латиномовних текстів (розшифрування з рукопису) й переклад з латинської мови міжнародних угод та листів Якова Русселя, Івана Виговського, Пилипа Орлика, зокрема, короткої версії Конституції 1710 року (у співавторстві з Мирославом Трофимуком) // Каталог міжнародної виставки Україна — Швеція: на перехрестях історії (XVII—XVIII століття): 1 жовт. 2008 р. — 30 берез. 2009 р. м. Київ, 9 квіт. — 31 трав. 2009 р. м. Дніпропетровськ: кат. Міжнар. вист./ [уклад. Ю.Савчук]; М-во культури і туризму України, Нац. Музей історії України. — К., 2008.
- Готування до публікації (розшифрування з рукопису) латиномовних міжнародних угод та листів Якова Русселя, Івана Виговського, Пилипа Орлика, зокрема, короткої версії Конституції 1710 року (у співавторстві з Мирославом Трофимуком) // Ukraine — Sweden: At the Crossroads of History (XVII—XVIII Centuries): Oct. 1. 2008 — Mar. 30 2009 Kyiv, Apr. 24 — Oct. 31, 2010 New York: cat. Intern. Exhib./ [comp. Yu Savchuk]; the Ministry of Culture and Tourism of Ukraine, Institute of History of Ukraine of the National Academy of Sciences of Ukraine, the National Museum of History of Ukraine, the Ukrainian Museum, New York. — K., 2010.

### Фільм
Сценарій фільму: з нагоди виходу у світ книги «Конституція Української гетьманської держави. 1710 р.» на ЛТРК знято півгодинний фільм «Шлях до свободи» про Конституцію 1710 р. й Пилипа Орлика — співавтора й головного редактора цього документу. Фільм періодично демонструється ЛТРК. Авторка сценарію О.Трофимук, інтерв'юер, співредактор (учасник монтажу) — М.Трофимук.